# Phanerotoma
Phanerotoma is een geslacht van vliesvleugelige insecten (Hymenoptera) dat behoort tot de familie van de schildwespen (Braconidae). De wetenschappelijke naam van het geslacht is voor het eerst geldig gepubliceerd door Constantin Wesmael in 1838.
Het geslacht heeft een kosmopolitische verspreiding. Er zijn twee ondergeslachten: Bracotritoma Csiki en Phanerotoma sensu stricto Wesmael.
De schildwespen uit dit geslacht zijn parasitoïden van vlinders (Lepidoptera). Ze leggen een of meerdere eitjes in een eitje van een vlinder. Maar slechts een daarvan ontwikkelt zich als een endoparasiet in de larve van de vlinder. De ontwikkeling van de larve is voltooid wanneer de gastheerlarve bijna volwassen is. De wespenlarve snijdt zich dan een weg naar buiten uit de gastheerlarve, waarvan enkel het hoofd en het integumentum overblijven. De larve spint daarna een cocon om te verpoppen.

## Soorten
Deze lijst van 201 stuks is mogelijk niet compleet.
- P. acara van Achterberg, 1990
- P. acuminata Szepligeti, 1908
- P. agarwali Varshney & Shujauddin, 1999
- P. alagoasensis Zettel, 1992
- P. analis Zettel, 1990
- P. annulata Zettel, 1989
- P. aperta Szepligeti, 1908
- P. arakakii Zettel, 1990
- P. atra Snoflak, 1951
- P. atriceps Zettel, 1992
- P. attenuata Zettel, 1989
- P. australiensis Ashmead, 1900
- P. aviculus Saussure, 1892
- P. baltica Brues, 1933
- P. bannensis Masi, 1944
- P. behriae Zettel, 1988
- P. bekilyensis Granger, 1949
- P. bennetti Muesebeck, 1955
- P. bicolor Sonan, 1932
- P. bidentula Zettel, 1992
- P. bilinea Lyle, 1924
- P. bouceki van Achterberg, 1990
- P. brasiliensis Zettel, 1989
- P. brendelli Zettel, 1990
- P. brevis Zettel, 1990
- P. buchneri Fahringer, 1932
- P. caltagironei Zettel, 1992
- P. capeki van Achterberg, 1990
- P. caudalis Zettel, 1989
- P. caudata Granger, 1949
- P. circumscripta Zettel, 1989
- P. coccinellae Girault, 1924
- P. conopomorphae Tsang, You & van Achterberg, 2011
- P. crabbi Zettel, 1990
- P. crocea (Cameron, 1887)
- P. curvicarinata Cameron, 1911
- P. curvimaculata Cameron, 1911
- P. curvinervis Tobias, 2000
- P. cyrenaica Masi, 1932
- P. decorata Szepligeti, 1914
- P. decticauda Zettel, 1988
- P. dentata (Panzer, 1805)
- P. divergens van Achterberg, 2009
- P. diversa (Walker, 1874)
- P. ebneri Fahringer, 1924
- P. ejuncida Chen & Ji, 2003
- P. elbaiensis Edmardash, Abdel-Dayem & Gadallah, 2011
- P. erythrocephala Rohwer, 1917
- P. exigua Zettel, 1991
- P. extensa Brues, 1933
- P. fasciata Provancher, 1881
- P. fasciatipennis Granger, 1949
- P. fastigata Zettel, 1989
- P. filicornis Zettel, 1988
- P. flava Ashmead, 1906
- P. flavida Enderlein, 1912
- P. floridana Zettel, 1992
- P. formosana Rohwer, 1934
- P. fracta Kokujev, 1903
- P. franklini Gahan, 1917
- P. fusca Zettel, 1992
- P. fuscovaria Ashmead, 1894
- P. ghesquierei de Saeger, 1948
- P. gigantea Zettel, 1990
- P. gijswijti van Achterberg, 1990
- P. glabra Telenga, 1941
- P. gracilipes (Szepligeti, 1914)
- P. gracilis Tobias, 1970
- P. gracilisoma van Achterberg, 1990
- P. graciloides van Achterberg, 1990
- P. graeca Zettel, 1990
- P. grapholithae Muesebeck, 1933
- P. hapaliae de Saeger, 1948
- P. hayati Ahmad & Shujauddin, 2004
- P. hendecasisella Cameron, 1905
- P. hispanica Kokujev, 1899
- P. honiarana Zettel, 1990
- P. humeralis Ashmead, 1894
- P. ichneutiptera (Vachal, 1907)
- P. improvisa Zettel, 1991
- P. indica Zettel, 1990
- P. inopinata Caltagirone, 1965
- P. intermedia van Achterberg, 1990
- P. interstitialis Zettel, 1989
- P. iturica de Saeger, 1942
- P. kamtshatica Tobias, 2000
- P. kasachstanica Tobias, 1964
- P. katkowi Kokujev, 1900
- P. kobdensis Tobias, 1972
- P. kotenkoi Tobias, 2000
- P. kozlovi Shestakov, 1930
- P. laspeyresia Rohwer, 1915
- P. leeuwinensis Turner, 1917
- P. lepida Zettel, 1990
- P. leucobasis Kriechbaumer, 1894
- P. lissonota Tobias, 1972
- P. longicauda Walley, 1951
- P. longiradialis van Achterberg, 1990
- P. longiterebra Zettel, 1990
- P. maculata (Wollaston, 1858)
- P. malabarica Sheeba & Narendran, 2008
- P. marshalli (Buysson, 1897)
- P. masiana Fahringer, 1934
- P. melanocephala Fullaway, 1913
- P. melanura Zettel, 1988
- P. mellina Zettel, 1988
- P. menieri Belokobylskij, Nel, Waller & De Ploeg, 2010
- P. meridionalis Ashmead, 1894

- P. minuta Kokujev, 1903
- P. mirabilis Zettel, 1990
- P. modesta Masi, 1944
- P. moniliata Ji & Chen, 2003
- P. moravica Snoflak, 1951
- P. myeloisae Fullaway, 1956
- P. nathani Zettel, 1990
- P. nepalensis Zettel, 1989
- P. nigricephala Zettel, 1990
- P. nigriceps Szepligeti, 1914
- P. nigripelta Muesebeck, 1955
- P. nigroscutis Cameron, 1905
- P. nigrotibialis Zettel, 1989
- P. nitidiventris Zettel, 1990
- P. nocturna Tobias, 1967
- P. notabilis Zettel, 1992
- P. novacaledoniensis Zettel, 1990
- P. novaehebridensis Zettel, 1990
- P. novaguineensis Szepligeti, 1900
- P. novateutoniana Zettel, 1990
- P. noyesi Zettel, 1990
- P. obscura Snoflak, 1951
- P. offensa Papp, 1989
- P. orientalis Szepligeti, 1902
- P. ornatula Brues, 1926
- P. pacifica Zettel, 1990
- P. pallida Cameron, 1911
- P. pallidipes Cameron, 1911
- P. pallidula Masi, 1945
- P. panamana Zettel, 1990
- P. pappi Zettel, 1990
- P. parastigmalis Tobias, 2000
- P. parva Kokujev, 1903
- P. pedra Papp, 1989
- P. pellucida Zettel, 1990
- P. permixtellae Fischer, 1968
- P. persa Shestakov, 1930
- P. phycitinoma de Saeger, 1942
- P. planifrons (Nees, 1816)
- P. plaumanni Zettel, 1989
- P. ponti Edmardash, Abdel-Dayem & Gadallah, 2011
- P. popovi Telenga, 1941
- P. potanini Kokujev, 1895
- P. producta Watanabe, 1937
- P. puchneriana Zettel, 1992
- P. pygmaea Szepligeti, 1913
- P. pyrodercis Fischer, 1962
- P. recurvariae Cushman, 1914
- P. rhyacioniae Cushman, 1927
- P. rjabovi Vojnovskaja-Krieger, 1929
- P. robusta Zettel, 1988
- P. rufescens (Latreille, 1809)
- P. ruficornis Granger, 1949
- P. rufotestacea Zettel, 1992
- P. samoana Fullaway, 1940
- P. sardiana Zettel, 1990
- P. saussurei Kohl, 1906
- P. sculptifrons Tobias, 1970
- P. semenowi Kokujev, 1900
- P. somaliae Masi, 1943
- P. somalica Paoli, 1934
- P. soror van Achterberg, 1990
- P. spilaspis Cameron, 1911
- P. sponsa Ji & Chen, 2002
- P. straminea Viereck, 1913
- P. subexigua Zettel, 1991
- P. subpygmaea Granger, 1949
- P. sulcus Chen & Ji, 2003
- P. syedi Ahmad & Shujauddin, 2004
- P. syleptae Zettel, 1990
- P. terebralis Zettel, 1989
- P. texana Zettel, 1992
- P. tibialis (Haldeman, 1849)
- P. toreutae Caltagirone, 1967
- P. transcaspica Kokujev, 1902
- P. tricolorata Zettel, 1988
- P. tridentati Ji & Chen, 2003
- P. tritoma (Marshall, 1898)
- P. trivittata Brues, 1912
- P. trivittatoides Zettel, 1989
- P. tropicana Zettel, 1989
- P. uniformis Brues, 1926
- P. unipunctata Cushman, 1922
- P. upoluensis Zettel, 1990
- P. valentina Moreno & Jimenez, 1992
- P. vana de Saeger, 1948
- P. variegata Szepligeti, 1914
- P. vidua de Santis, 1975
- P. wahlbergianae Fischer, 1963
- P. waitzbaueri Zettel, 1987
- P. zebripes Chen & Ji, 2003
- P. zelleriae Zettel, 1992
- P. zinovjevi Tobias, 2000